# Хейно Круус
Хейно Круус (30 вересня 1926 — 24 червня 2012) — естонський баскетболіст.
Срібний призер Олімпійських Ігор 1952 року.
Чемпіон Європи 1951, 1953 років.